# 彼得罗·萨尔扎诺
彼得罗·萨尔扎诺（義大利語：Pietro Sarzano，？—？），意大利前男子击剑运动员。他曾代表意大利参加1908年夏季奥林匹克运动会击剑比赛男子个人重剑和男子个人佩剑项目。